# Saint-Firmin (Meurthe i Mozela)
Saint-Firmin – miejscowość i gmina we Francji, w regionie Grand Est, w departamencie Meurthe i Mozela.
Według danych na rok 1990 gminę zamieszkiwało 228 osób, a gęstość zaludnienia wynosiła 34 osób/km² (wśród 2335 gmin Lotaryngii Saint-Firmin plasuje się na 817. miejscu pod względem liczby ludności, natomiast pod względem powierzchni na miejscu 858.).